# À l'air d'Astérix
À l'air d’Astérix est une émission de télévision pour la jeunesse, diffusée en France à partir du 8 juin 1991 sur Antenne 2.

## Concept
Reprenant des séquences de l'émission En avant Astérix avec les marionnettes d'Alain Duverne, des sketches, des reportages, et des extraits des films d'Astérix.

## Séquences
- Les fausses publicités
- Les bons tuyaux de Panoramix
- Le Journal d'Astérix
- Les blagues d'Abraracourcix
- L'invité d'Assurancetourix

## Générique
Le générique est un rap.